# فيليبي كونسيساو
فيليبي كونسيساو (بالبرتغالية: Felipe de Oliveira Conceição) (9 يوليو 1979 بنوفا فريبورغو في البرازيل - ) هو مدرب كرة قدم ولاعب كرة قدم برازيلي في مركز الهجوم. لعب مع أتليتيكو بالياريس وباوليستا وبوتافوغو ريغاتاس وبيرسخوت إيه سي وفيتوريا دي غيماريش ونادي بونتيفيدرا ونادي جوفنتودي وTupi Football Club ‏ ونادي تومبينس وAssociação Atlética Portuguesa (RJ) ‏ وAssociação Desportiva Cabofriense ‏ ونادي أمريكا وLiaoning F.C. ‏.

## وصلات خارجية
- فيليبي كونسيساو على موقع قاعدة بيانات كرة القدم.إي يو (الإنجليزية)
- فيليبي كونسيساو على موقع Soccerway.com (الإنجليزية)
- فيليبي كونسيساو على موقع عالم كرة القدم.نت (الإنجليزية)